# 莱奥·诺伊格鲍尔
莱奥·诺伊格鲍尔（德語：Leo Neugebauer，2000年6月19日—），德国男子田径运动员，主攻全能项目，他的父亲是一名喀麦隆足球运动员。他曾代表国家获得2024年夏季奥林匹克运动会男子十项全能银牌。